# Zémire et Azor

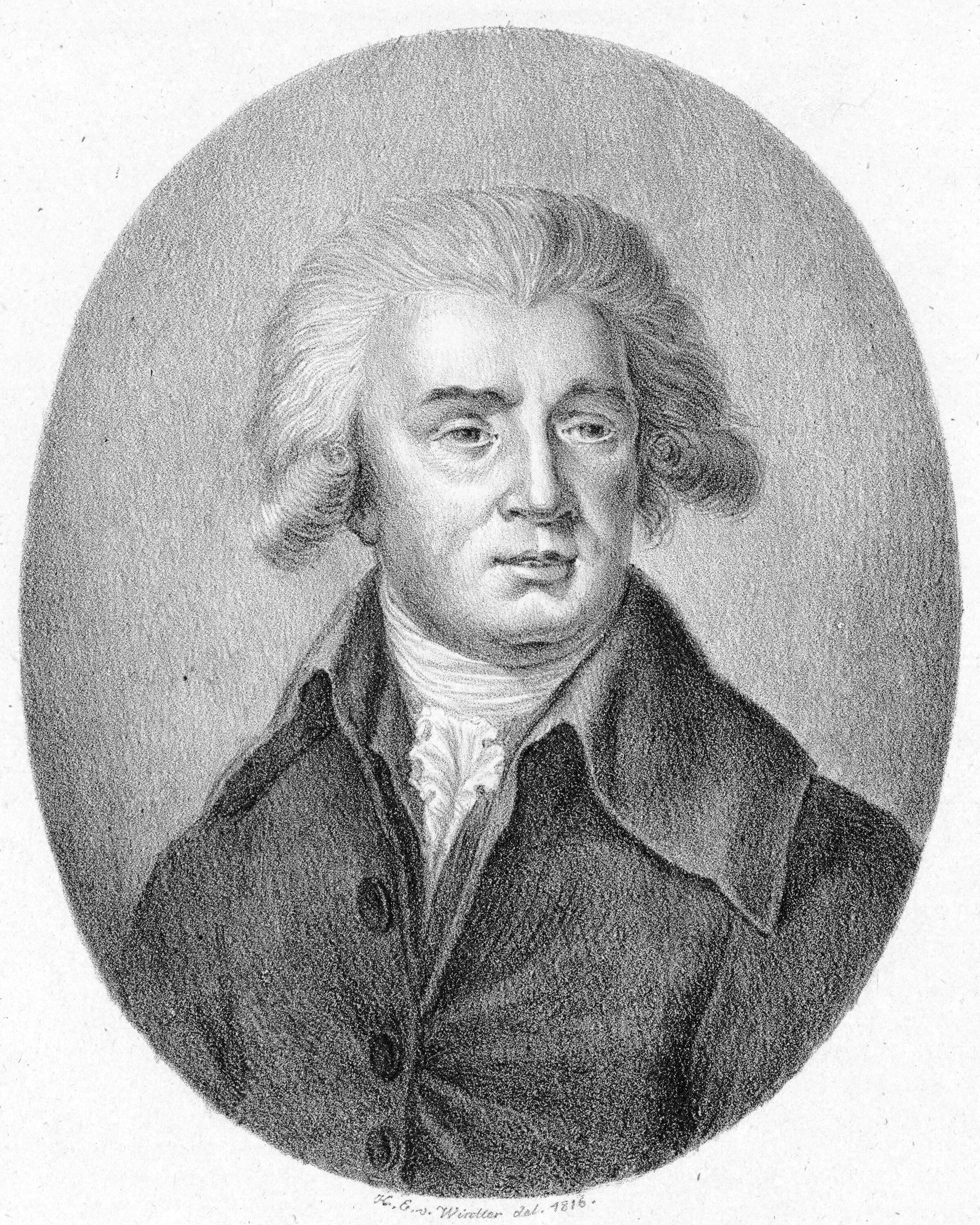
André Grétry.

Zémire et Azor (Zemir och Azor) är en opéra comique i fyra akter med musik av André Grétry och libretto av Jean-François Marmontel efter romanen La Belle et la bête (Skönheten och Odjuret) av Jeanne-Marie Leprince de Beaumont (1756), och pjäsen  Amour pour amour av P. C. Nivelle de La Chaussé (1742).

## Historia
Liksom Grétrys tidigare operor, Les deux avares och L'Amitié à l'épreuve, hade Zémire et Azor premiär vid det franska hovet i samband med kungliga bröllopsfestligheter. Men med Zémire et Azor utökade Grétry genren opéra comique i fråga om storlek. Tidigare hade endast Egidio Dunis opera La Fée Urgèle haft fyra akter, och Zémire et Azor innehöll dessutom en blygsam balettsekvens i akt III. Operan hade premiär den 27 oktober 1770 på slottet i Fontainebleau och blev en fenomenal succé. Librettot användes senare av bland andra Thomas Linley den äldre, Gotthilf von Baumgarten och Louis Spohr. 1846 omarbetade den franske tonsättaren Adolphe Adam Grétrys version med en ny orkestrering.

### Den svenska premiären

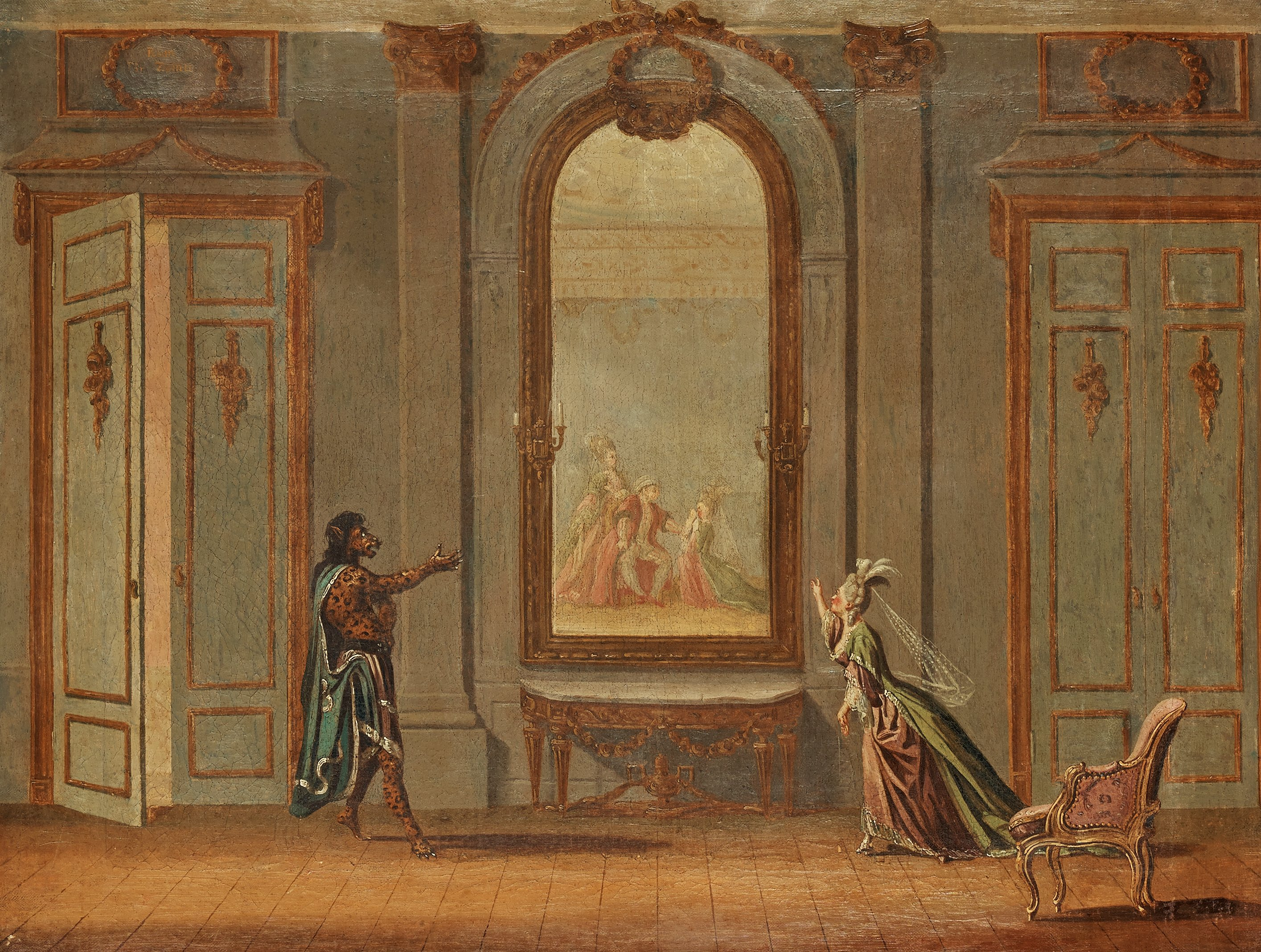
"Zemire och Azor" - målning av Pehr Hilleström som visar den ursprungliga uppsättningen på Drottningholm 1778.

Operan hade svensk premiär den 22 juli 1778 på Drottningholms slottsteater. Den svenska översättningen var gjord av den 24-åriga Anna Maria Lenngren. Vid tillfället framfördes även en nyskriven prolog författad av Johan Henric Kellgren.

## Personer
| Roller                              | Stämma  |
| ----------------------------------- | ------- |
| Sander, persisk köpman              | Baryton |
| Ali, Sanders tjänare                | Tenor   |
| Zémire, Sanders dotter              | Sopran  |
| Azor, en till best förvandlad prins | Tenor   |
| Fatmé, Zémires syster               | Sopran  |
| Lisbé, Zémires syster               | Sopran  |

## Handling

### Akt I
Den persiske köpmannen Sander har förlorat sin förmögenhet i ett skeppsbrott. Tillsammans med sin tjänare Ali beger han sig hemåt och övernattar utanför ett palats. När de vaknar ser till sin förvåning att mat och vin har ställts fram. När Sander plockar en ros i slottsträdgården framträder plötsligt den fasansfulle Azor. Han var en gång en prins men har blev förvandlad till en best av en hämndlysten älva. Endast äkta kärlek kan återställa hans rätta skepnad. Azor ämnar döda Sander men ger honom tillåtelse att besöka sina tre döttrar.

### Akt II
Sander möter sina döttrar men döljer sanningen bakom besöket. Zémire upptäcker sanningen från Ali och beslutar sig för att offra sitt liv istället för faderns. Ali och hon återvänder till palatset.

### Akt III
Zémire finner Azors rätta och kultiverade natur. En balett av andar underhåller henne. Azor ser till att Zémire får besöka sin familj en sista gång bara hon lovar att återvända till palatset.

### Akt IV
Zémire försöker förklara situationen för sin familj. Sedan skyndar hon tillbaka till Azor. Genom hennes äkta kärlek till honom bryts förbannelsen Azor återtar sin rätta gestalt. De gifter sig och blir kung och drottning.